# УНА-УНСО
Украјинска народна скупштина - Украјинска народна самоодбрана, УНА-УНСО (укр. Українська національна ассамблея — Українська народна самооборона; УНА-УНСО) (1990-2014) је украјинска политичка партија крајње деснице, која се придржава идеологије „интегралног национализма“ и антисемитизма.
УНА је деловала као политичко крило организације до марта 2014, када је званично престала да постоји као независна политичка партија, касније је преименована је и постала део политичке партије Десни сектор створене на њеној платформи; УНСО наставља са радом као нека врста јавне организације. УНА-УНСО је 2015. поново регистрована као самостална политичка странка.

## Историја

### Оснивање организације
Основан је 30. јуна 1990. од стране дисидента Јурија Шухевича под називом Украјинска међупартијска скупштина (УМА) и она је представљала добровољно удружење неколико украјинских националистичких партија и јавних организација.
До пролећа 1991. године, руководство УМА је поставило задатак трансформације УМА у пуноправну политичку странку. 8. септембра 1991. УМА је преименована у Украјинску националну скупштину (УНА) и прогласила се странком. УНА није добила званичну регистрацију током совјетске ере.
Након „августовског пуча“ (1991), управа УНА је позвала на формирање украјинских војних формација како би се одбила могућа војна интервенција Државног комитета за ванредне ситуације. Чланови УНА који су служили у Совјетској армији пристали су да створе такве формације. Овакве паравојне формације су назване Украјинска народна самоодбрана (УНСО). Сада је УНА имала своје паравојно крило.
Након стварања одреда УНСО, њихови припадници одржали су низ акција којима су скренули пажњу друштва, то су нпр. сукоби са руским националистима у Кијеву, насилно и мирно супротстављање проруским организацијама, демонтаже комунистичких симбола, про -украјинска пропаганда итд.

### После проглашења независности Украјине
Као и на Криму и у другим регионима Украјјине после проглашења независности ојачало је сепаратистичко расположење, те је УНА-УНСО желело да се бави решавањем истих. Тако је, на почетку 1992. године, на југ послат "воз пријатељства" за одбрану, које је мобилизовало око 500 војника УНСО. У оквирима те акције, "воз пријатељства" је посетио и Одесу, Херсон и друге градове, а у тим процесима са представницима власти водиле су се "васпитачке беседе". У Севастопољу "воз пријатељства" није био допуштен, везано за то што су активисти УНСО блокирали железнице и зауставили кретање.
У јесен 1991. године активисти УНСО-а су растерали конгрес проруске организације "Отаџбински форум" у Кијеву. Године 1992. У Одеси је одбијена жеља да се покрене стварање Новоруске републике. Исте године УНА-УНСО је појачао своје активности међу етничким Украјинцима Русије, а посебно је створена Кубањска фондација (касније Свеукрајински комитет за повратак Кубања Украјини).
1992. године, у току сукоба у Придњестровљу, УНСО је створио добровољачки одред и послао га у Придњестровље са циљем да се бори против молдавских трупа. По речима Дмитрија Корчинског, у борбама код Кошнице, једном од бораца УНА-УНСО откинута је рука. 1993. године, још један добровољачки одред УНСО је послат у Абхазију да се бори на страни Грузије. Осам волонтера из УНС-а добија звање почасног грађанина Грузије. Указом председника Грузије, 14 добровољаца УНСО-а одликовано је Орденом Вахтанга Горгасала, наградом за војну храброст, од којих 7 постхумно.
По резултатима мартовских избора за Врховну Раду Украјине 1994. године, УНА-УНСО је успела да добије три посланика у украјинском парламенту у једночланим изборним јединицама, а то су били Олег Витович, Јуриј Тим и Јарослав Иљасевич.
Дана 29. децембра 1994. године УНА-УНСО је регистрована званично од стране Министарства правде Украјине. Међутим, власти су одбиле да региструју странку под пуним именом, од тад се УНА-УНСО званично зове Украјинска народна скупштина.
У то време, Јуриј Шухевич је напустио место шефа партије, а Олег Витович (у августу 1994) је изабран за новог председавајућег УНА-УНСО.
По речима Јурија Шухевича, током Првог чеченског рата добровољци УНА-УНСО су се борили на страни Републике Ичкерије против руских трупа. Још једна позната акција било је паљење руске заставе на седници Врховне раде Украјине 5. априла 1995. Приликом неовлашћеног сахрањивања Патријарха Владимира (УПЦ-КП) на Софијевском тргу у центру Кијева, који је 18. јула исте године ескалирао у нереде, УНА-УНСО, под изговором заштите погребне поворке, организовао сукобе са украјинском полицијом.

### Неуспеси у политици
Акције спроведене од стране организације довеле су до тога да је 6. септембра 1995. године. Министарство правде Украјине уклонило УНА-УНСО из регистрације. Након тога, УНА-УНСО је прешла у илегалну егзистенцију и деловање. Илегални период УНА-УНСО трајао је око две године. 20. јула 1996. године одржан је Конститутивни конгрес УНА-УНСО (некада су се партијски конгреси звали седницама), на којем је усвојен нови партијски програм. То је требало показати украјинским властима да је УНА-УНСО достојан поновне регистрације. Украјинско министарство правде је 29. септембра 1997. године поново регистровало странку. У децембру 1997. године организатор и идејни вођа Дмитриј Корчински напустио је организацију.
Испоставило се да су парламентарни избори, који су одржани у марту 1998. године за УНА-УНСО били неуспешни. За странку је гласало само 105.977 бирача (0,37% подршке - 24. место од 30 на листи). УНА-УНСО није добила ни једно место у Врховној ради у једночланим окрузима. У децембру 1998. њене главне вође напустиле су организацију - председник Олег Витович, вд заменика председника Владимир Мамалига и председник Извршног комитета Виктор Мелник.
1999. године, на следећем партијском конгресу, Андреј Шкил је изабран за новог председника странке. Те исте године УНСО је послао свој последњи добровољачки контингент, на Косово да подржи српске власти против албанских побуњеника  .
У зиму 2000-2001. године УНА-УНСО је активно учествовао у акцијама „Украјина без Кучме“. Усљед масовних сукоба испред зграде Председничке администрације 9. марта 2001. године било је ухапшено је и предато суду 18 припадника УНА-УНСО. Сви су добили различите казне затвора, највише до 5 година. 18. новембра 2001. године за шефа странке изабран је Никола Карпјук. Заједно са још 17 чланова УНС-а, био је у затвору, из којег је пуштен у октобру 2004. године.
На парламентарним изборима 31. марта 2002. године за УНА-УНСО гласало је 11.839 људи. То је значило 0,04% подршке, или 31. место од 33 на листи.

### 2002. унутарстраначки раскол
Године 2002. 30. јуна дошло је до раскола у странци - присталице Андреја Шкила одржале су конгрес и изабрале га за председника УНА-УНСО. Користећи закључак Николаја Карпјука, друга група Унсоваца изабрала је партијског функционера Едуарда Коваленка за свог шефа. Бивши посланик УНА-УНСО Јуриј Тима такође је организовао своју странку, коју је назвао „Украјинска народна скупштина - Украјинска национална солидарностна организација“.
Године 2005. 15. октобра у Кијеву је одржан следећи конгрес УНА-УНСО Едуарда Коваленка. На њему је привремено Коваленко смењен са места председника странке, а њен оснивач Јуриј Шухевич је изабран за новог шефа УНА-УНСО. У децембру те године поново су се окупиле присталице Јурија Шухевича и Николаја Карпјука. После обнове руководства, странка је постала активнија. На парламентарним изборима 26. марта 2006. за њу је гласало 16.379 људи. Након тога, УНА-УНСО је учествовао у догађајима као што су прослава 64. годишњице УУА 14. октобра 2006. и прослава рођендана Степана Бандере 1. јануара 2007. у Кијеву.
Након тога, Коваленко је почео отворено да врши дужности у корист народне милиције Донбаса. Касније, 2015. године осуђен је од стране Геническог окружног суда, а 29. децембра 2019. током билатералне размене затвореника између Украјине и ЛНР, пребачен је у ЛНР. 

### Активности 2000-их
Дана 15. октобра 2005. у Кијеву је одржан следећи конгрес УНА-УНСО Едуарда Коваленко. На том конгресу је интернирани Коваленко смењен са места шефа странке, а оснивач странке Јуриј Шухевич је изабран за новог председника УНА-УНСО. Крајем те године поново су се окупиле присталице Јурија Шухевича и Николаја Карпјука. После обнове управе, странка постаје све активнија. На парламентарним изборима 26. марта 2006. за њу је гласало 16.379 људи. Након тога, УНА-УНСО је учествовао у догађајима као што су прослава 64. годишњице УУА 14. октобра 2006. и прослава рођендана Степана Бандере 1. јануара 2007. у Кијеву.

### Активности током Евромајдана и украјинске кризе (2014—2017)
УНА-УНСО је учествовала на Евромајдану на страни демонстраната. 22. јануара, током обрачуна у улици Хрушевског, припадник УНСО, грађанин Белорусије Михаил Жизњевски („Локи“) је погинуо; УНСО пријављује смрт још двојице својих припадника 17. фебруара   .
Дана 22. марта 2014. године одржан је конгрес националистичког покрета Десни сектор. На њему је најављено стварање нове политичке странке Десни сектор. Странка је настала на основу правне и кадровске базе странке Украјинска народна скупштина (УНА), која је преименована у странку Десни сектор. УНА-УНСО је ушла у састав ове партије и официјално престала да постоји као самостална политичка партија .
Дана 24. марта, у близини града Ровна је под неразјашњеним околностима убијен истакнути лик УНА-УНСО Александар Музичко („Сашко Билиј“).
Припадници УНСО придружују се проукрајинским оружаним формацијама које су се бориле на истоку Украјине .
У октобру 2014 године, Јуриј Шухевич је смењен са места шефа УНА-УНСО јер је пристао да се кандидује за ванредне парламентарне изборе из Радикалне странке Олега Љашка без сагласности Врховног савета организације .
Дана 7. априла 2015. године УНА-УНСО је одлучила да обнови независну политичку активност, такође је изабрала Константина Фустеја за председника. Међутим, 2. јула 2015. године одбијена је регистрација странке УНА-УНСО; по речима шефа странке, званични разлог одбијања био је то што су се представници УНА-УНСО „борили на страни нациста 1942. године“. Касније, 20. августа 2015. године, странка је ипак регистрована и објавила намеру да учествује на јесењим локалним изборима .
Претходно је УНСО званично представљао „Украјинску народну самоодбрану“, од 2002. године једна од "отцепљених" група УНСО је дешифровала организацију као „Украјинску националистичку самоодбрану“, такође 2015. године приликом регистрације странке „УНА-УНСО“, други део означава „Украјинску националистичку самоодбрану“.
Од сукоба у Донбасу, партија УНА-УНСО Фуштеја је створила Добровољачки батаљон УНСО, који је потом постао део Оружаних снага Украјине (ЗСУ), а УНА-УНСО је пребачен у војну базу у Гушчинци, где је основан и ради Центар за обуку, од стране Јевгенија Коноваљца, где су резервни територијални одбрамбени батаљони обучени и попуњени војним канцеларијама за регистрацију и уписима из различитих области Украјине.

#### Забрана на Криму и у Русији
Током кримских догађаја, пре гласања о статусу Крима, 11. марта 2014. године, Врховни савет Аутономне Републике Крим забранио је било какво деловање УНА-УНСО и низа других организација на територији републике. По речима Врховног Савета Крима, њихове и сличне активности угрожавају живот и безбедност становника Крима .
Године 2014, 14. марта, Главно истражно одељење Истражног комитета Руске Федерације за Северно-кавкаски федерални округ покренуло је кривични поступак против украјинских држављана који су припадници УНА-УНСО, Игора Мазура, Валерија Бобровича, Дмитрија Корчинског, Андреј Тјагнибока и Олег Тјагнибока, Дмитриј Јароша и Владимира Мамалиге. Они се сумњиче да су учествовали у групи која је учествовала у непријатељствима против савезних снага на страни чеченских сепаратиста у периоду 1994-1995. у циљу напада на грађане, вођство такве групе (банде) и учешће у њеним нападима. 
Одлуком Врховног суда Руске Федерације од 17. новембра 2014. УНА-УНСО је означена као екстремистичка и деловање оваквих и сличних организација је забрањено у Русији .

## Учешће у оружаним сукобима
- Карабашки рат, на страни Азербејџана[20][21]
- Придњестровски сукоб, на страни Придњестровља[22]
- Грузијско-абхаски сукоб, на страни Грузије[23][24]
- Први чеченски рат, на страни Чеченске Републике Ичкерије
- Хрватски рат, на страни Хрватске[25]
- Босански рат, на страни Хрватске и Савезне Републике Jугославиjе[26]
- Косовски рат, на страни Савезне Републике Југославије
- Сукоб на истоку Украјине, на страни присталица Евромајдана, а касније и званичног Кијева

## Посланици УНА-УНСО (1994-1998)Врховне Раде Украјине
1. Олег Васиљевич Витович
2. Јуриј Казимирович Тима
3. Јарослав Михајлович Иљасевич

## Мултимедијални материјали
- Борбена песма „УНА-УНСО“ (на мотив песме италијанских партизана „Ој, Бела, ћао“). 14.6.2014.